# Grumman F3F
Il Grumman F3F era un aereo da caccia biplano imbarcato realizzato dall'azienda statunitense Grumman  nella seconda metà degli anni trenta ed impiegato dalla United States Navy e dagli United States Marine Corps.
Sostituì nei reparti di volo gli F1F, gli F2F ed i Boeing F4B e rimase operativo fino a poco prima dello scoppio del secondo conflitto mondiale; fu l'ultimo biplano a prestare servizio nei reparti di prima linea della Marina e del corpo dei Marines.

## Storia del progetto
Il progetto del nuovo G-11 (secondo la definizione di fabbrica) nacque nell'intento di migliorare le caratteristiche di stabilità di volo del precedente G-8 (ordinato dall'U.S. Navy con la denominazione F2F).
Il nuovo modello venne ordinato alla Grumman nell'ottobre del 1934 quando ancora il primo esemplare dell'F2F non era stato consegnato ai reparti. Il prototipo, designato XF3F-1, volò per la prima volta il 20 marzo del 1935 e denotava chiaramente la parentela con il predecessore, dal quale differiva per l'apertura alare e per la lunghezza della fusoliera leggermente maggiori.
Lo sviluppo del nuovo caccia fu tuttavia funestato da un incidente occorso nel secondo giorno di prove durante le quali, al termine di una serie di dieci picchiate, svolte dal pilota collaudatore Jimmy Collins, il velivolo subì il distacco del motore e delle ali. Le cause dell'incidente furono individuate nel superamento dei limiti strutturali del velivolo: il volo era destinato a valutare il comportamento dell'aereo sottoposto ad un'accelerazione pari a 10g ma verifiche sull'accelerometro riscontrarono un valore compreso tra gli 11 ed i 15 g.

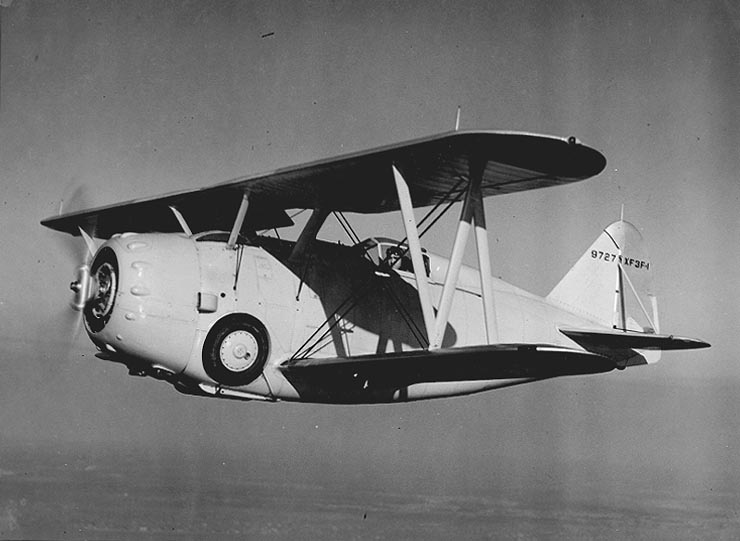
Una foto del prototipo XF3F-1.

Venne quindi realizzato un secondo prototipo che fu consegnato presso la Naval Support Facility di Anacostia (sobborgo di Washington) il 13 maggio successivo. Anche in questa occasione, dopo quattro giorni di prova, durante un volo (previsto dal contratto di acquisto) nel quale il velivolo doveva essere sottoposto ad una serie di dieci avvitamenti in volo orizzontale, si verificarono nuovi problemi; in questo caso il pilota Lee Gehlbach riuscì a lanciarsi con il paracadute.
La costruzione di un terzo esemplare, utilizzando parti recuperate dal secondo velivolo, modificato sulla scorta delle problematiche riscontrate in precedenza, consentì di riprendere i test nei primi giorni di luglio. Finalmente le prove proceddettero senza inconvenienti ed il 1º agosto l'F3F fu accettato per l'impiego operativo e, tre settimane dopo, ordinato in 54 esemplari.
Lo sviluppo dell'F3F procedette con la proposta dell'impiego del motore Wright R-1820 da 950 hp in luogo del precedente Pratt & Whitney R-1535 da 650 hp; ne nacque così il prototipo XF3F-2 che, dopo aver incontrato una serie di problemi legati all'impianto di carburazione, nel marzo del 1937 portò le autorità ad avanzare un ordine per 81 esemplari di serie della versione F3F-2.
Uno degli F3F-2 di serie venne richiamato presso la Grumman dove ricevette modifiche derivanti da nuove prove nella galleria del vento per poi essere trasferito presso la struttura della NACA al Langley Field per ulteriori prove aerodinamiche, unitamente al prototipo monoplano XF4F-2. L'esito di questi test e di nuove prove di volo portò alla definitiva trasformazione del velivolo nel prototipo della terza versione (con designazione XF3F-3) nel mese di ottobre del 1938.
La produzione in serie di questa nuova versione fu resa possibile dalla necessità di sostituire un lotto di F2F ancora operativi; il recente concorso per un monoplano con il quale sostituire gli ormai vecchi biplani aveva visto la vittoria della Brewster Aeronautical Corporation con il proprio F2A ma l'azienda di Long Island non era in condizione di produrre con la rapidità necessaria i velivoli destinati a questo scopo. Fu così che la Grumman fu chiamata a produrre una serie di 27 velivoli F3F-3, nell'attesa di risolvere i problemi di motore che avevano impedito di ricorrere all'impiego del futuro Wildcat, uscito sconfitto (almeno temporaneamente) dal confronto con il Buffalo.

## Tecnica

### Struttura
Il Grumman F3F era, alla pari del suo diretto predecessore, un velivolo dalla struttura interamente metallica: la fusoliera era realizzata in lega leggera e solamente le ali e le superfici di controllo in coda erano rivestite in tela. Il motore era saldato su di una struttura tubolare in acciaio, imbullonata alla fusoliera.

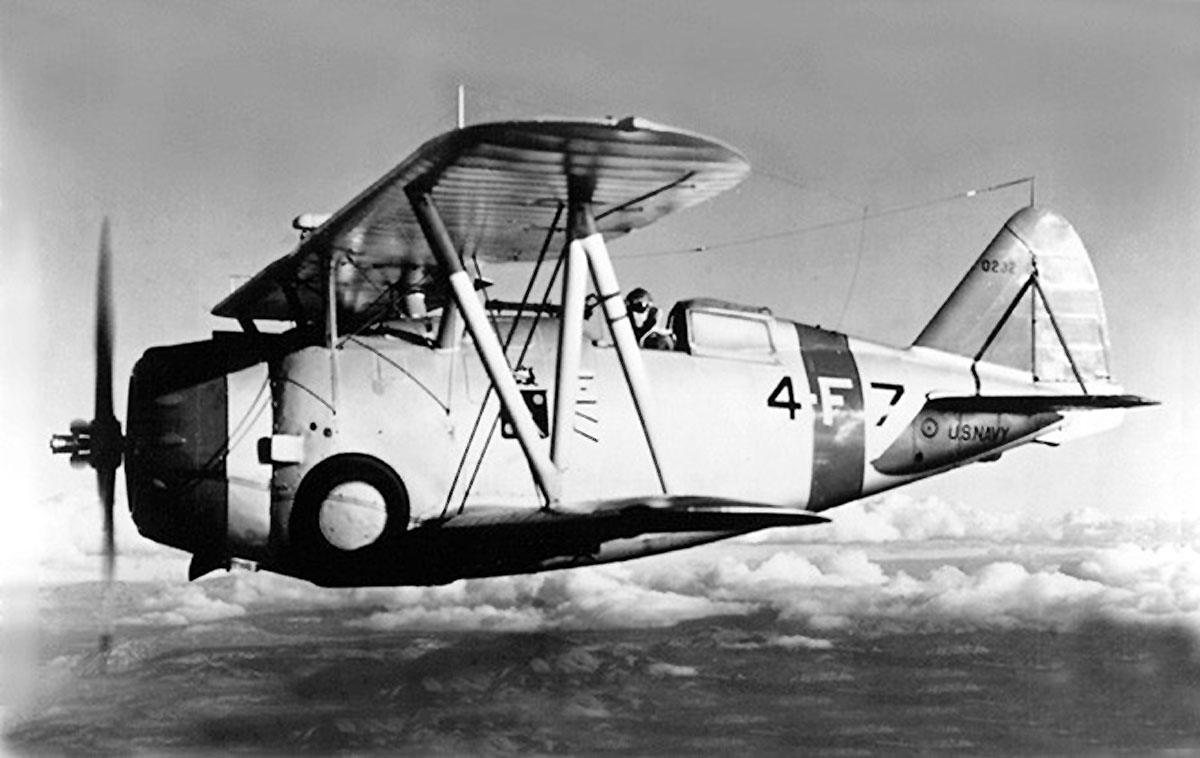
Un F3F-1 dello squadron VF-4.

L'ampia fusoliera, di sezione ovoidale, nella parte anteriore ospitava i piani alari e nella parte centrale (subito dopo il bordo d'uscita dell'ala superiore) l'abitacolo monoposto, chiuso con una cappottatura scorrevole all'indietro. Nella zona posteriore la fusoliera si restringeva repentinamente verso la coda terminando con gli impennaggi di tipo classico; gli stabilizzatori, nella faccia superiore, erano collegati alla fusoliera da un'asta di controvento.
Le ali, disposte nella parte anteriore della fusoliera, erano caratterizzate da dimensioni tra loro diverse (la superiore era più ampia di 2 ft e 11 in, pari a 89 cm), erano tra loro sfalsate (la superiore era posizionata più in avanti) e collegate da un singolo montante a forma di "N" rovesciata, integrato da una serie di cavetti d'acciaio. Gli alettoni erano disposti solamente sul piano alare superiore.
Il carrello d'atterraggio era di tipo triciclo posteriore, con gli elementi anteriori (tra loro indipendenti e dotati di singola ruota) che si ritraevano in appositi alloggiamenti circolari ricavati nella sezione anteriore della fusoliera. Al posteriore erano presenti il ruotino d'appoggio retrattile ed il gancio d'arresto, che durante il volo era contenuto in un apposito alloggiamento posizionato al di sotto del piano di coda verticale.

### Motore
L'F3F impiegò dapprima il motore Pratt & Whitney R-1535 Twin Wasp Junior (nella versione F3F-1): si trattava di un motore radiale a 14 cilindri disposti su doppia stella e raffreddati aria; si trattava di un propulsore in grado di erogare la potenza di 650 hp, chiamato ad azionare un'elica bipala metallica Hamilton Standard, a passo variabile.
Nelle versioni F3F-2 ed F3F-3 venne impiegato il motore Wright R-1820 Cyclone 9, radiale a 9 cilindri su singola stella raffreddato ad aria: in questo caso si trattava di un'unità dotata di compressore centrifugo a doppia velocità capace della potenza di 950 hp. L'impiego del nuovo motore comportò l'ampliamento della sezione frontale dell'aereo e l'utilizzo di un'elica a tre pale, ancora una volta realizzata dalla Hamilton Standard.

### Armamento
In tutte le versioni realizzate l'armamento in dotazione dell'F3F rimase invariato: si trattava di una mitragliatrice Browning M2 calibro .50 BMG disposta, sul lato destro, nella parte superiore della fusoliera e di una Browning M1919 calibro .30 disposta, in questo caso, sul lato sinistro della parte superiore della fusoliera. Entrambe le armi sparavano, mediante sincronizzatore, attraverso il disco dell'elica.
Al di sotto delle ali inferiori l'F3F poteva alloggiare bombe, disposte in appositi ganci subalari: erano previsti attacchi per due bombe da 100 lb (pari ad un totale di 91 kg).

## Impiego operativo
Gli F3F vennero impiegati nei reparti di prima linea della U.S. Navy e degli U.S. Marine Corps nel periodo compreso tra il 1936 ed il 1941. Il primo reparto a ricevere il nuovo caccia della Grumman fu il VF-5B, imbarcato sulla portaerei USS Ranger seguito dal VF-6B, imbarcato sulla USS Saratoga; il primo reparto dei Marines fu il VF-4M (di base a San Diego).

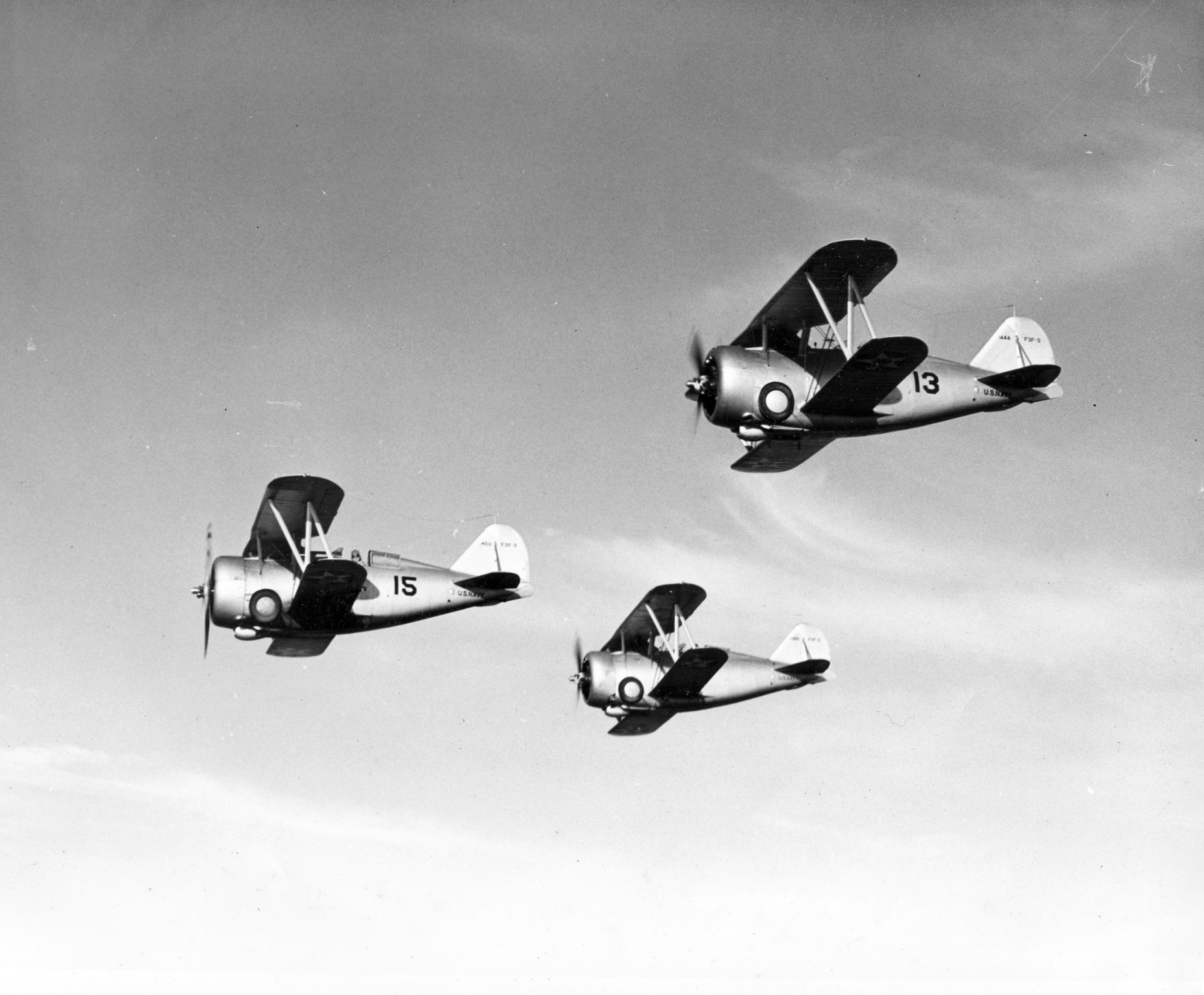
Tre velivoli F3F-3 in volo nei pressi della Naval Air Station Corpus Christi (Texas).

In epoca successiva, in seguito alla realizzazione della portaerei USS Wasp, venne costituito lo squadron denominato VF-7 (nel frattempo, dal 1º luglio del 1937, il sistema delle denominazioni dei reparti era mutato e tutti i reparti assoggettati alle nuove regole di nomenclatura) che fu inizialmente equipaggiato con due F2F-1 e quindici F3F-1.
A partire dagli ultimi mesi del 1939 iniziò il graduale avvicendamento degli F3F con i primi F2A Buffalo; i velivoli dismessi dai reparti operativi furono assegnati ai reparti di addestramento; l'ultimo reparto di prima linea della Marina a radiare gli F3F fu, nel giugno del 1941, il VF-5: questo squadron, imbarcato sulla USS Yorktown fu anche l'ultimo reparto imbarcato della Marina degli Stati Uniti ad impiegare velivoli da combattimento con velatura biplana.
I Marines mantennero operativi gli F3F ancora per qualche mese; gli ultimi tredici F3F-2 utilizzati dal VMF-211 (di base nelle isole Hawaii) furono definitivamente trasferiti a compiti di addestramento il 10 ottobre del 1941, poco meno di due mesi prima dell'attacco di Pearl Harbor.
A loro volta gli esemplari impiegati nei reparti da addestramento rimasero operativi fino al mese di novembre del 1943.

## Versioni
I dati sulle versioni, se non diversamente indicato, sono tratti da "Enciclopedia L'Aviazione".

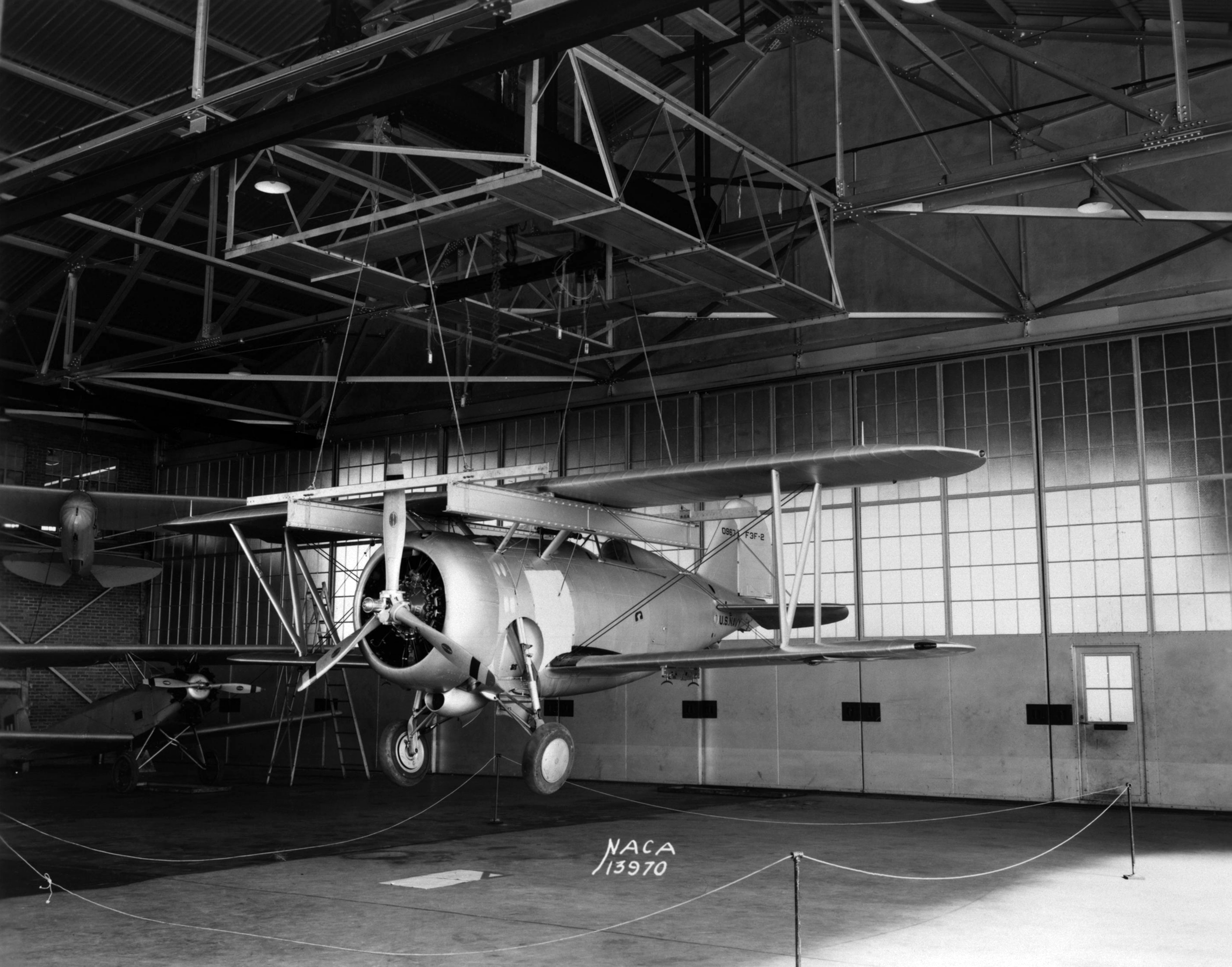
Un esemplare di F3F-2 durante le prove in galleria del vento presso l'impianto della NACA al Langley Field.

- F3F-1 (G-11): prima versione, prodotta in serie in 54 esemplari le cui consegne ebbero luogo tra i mesi di gennaio e di settembre del 1936. Velivoli dotati di motore Pratt & Whitney Twin Wasp Junior azionante un'elica bipala a passo variabile;
- F3F-2 (G-19): variante ottenuta mediante la trasformazione dell'ultimo esemplare della serie F3F-1; ne furono complessivamente realizzati 87 esemplari, dotati di motore Wright Cyclone 9 azionante un'elica tripala a passo variabile. I velivoli di questa serie vennero consegnati tra il luglio del 1937 ed il marzo del 1938;
- F3F-3 (G-19): ultimo lotto di 27 aerei, ottenuto mediante l'introduzione di modifiche aerodinamiche al bordo di entrata alare ed alla fusoliera. Le consegne ebbero luogo tra il dicembre del 1938 ed il maggio del 1939;
- G-22: singolo esemplare ordinato dalla Gulf Oil, battezzato Gulfhawk II e portato in volo dal Maggiore Alford Williams (a suo tempo progettista del velivolo da competizione Kirkham-Williams Racer ed ora pilota di punta della compagnia petrolifera),[14] in una serie di voli dimostrativi negli Stati Uniti ed in Europa. Costruito accoppiando la fusoliera del G-11 con l'ala di minor apertura del precedente G-8. Il G-22 era motorizzato con un radiale Wright Cyclone 9 dotato di modifiche all'impianto di alimentazione che potessero garantire 30 minuti di volo rovesciato, manovra acrobatica particolarmente apprezzata da Al Williams.[14] L'aereo, nella sua vistosa livrea arancione, è esposto presso il National Air and Space Museum di Washington.
- G-32: variante biposto dell'F3F-2 realizzato, ancora una volta, a fronte della richiesta da parte della Gulf Oil (che lo denominò Gulfhawk III). Fu requisito, sul finire del 1942, dall'USAAC che lo impiegò per trasporto di alti ufficiali, denominandolo UC-103.
- G-32A: singolo esemplare, analogo al precedente dal quale differiva solo per gli ipersostentatori a fessura realizzati nel bordo d'uscita alare, costruito dalla Grumman di propria iniziativa per utilizzarlo a fini dimostrativi. Anch'esso fu requisito dall'USAAF ed impiegato con la denominazione UC-103. Sopravvissuto alla guerra, tornò in mani private; rimase operativo fino al 1971 quando subì gravi danni in seguito ad un incendio sviluppatosi durante un volo dimostrativo.

## Utilizzatori
Stati Uniti
- United States Army Air Forces
- United States Marine Corps
- United States Navy

### Periodici
- (EN) Benton Reams, The Grumman F3F Series, in Profile Publications, Aircraft Profile Number 92, 1966.
- (EN) Private fighter, in Flight, Sutton, Surrey - UK, Reed Business Information Ltd., 7 luglio 1938,  pp. 22-3. URL consultato il 23 dicembre 2012.
- (EN) Richard Dann, Grumman Biplane Fighters, in In Action, Aircraft Number 160, Carrollton, TX - USA, Squadron/Signal Publications, 1996, ISBN 978-0-89747-353-8.